# Coerenza (probabilità bayesiana)
Secondo il matematico italiano Bruno de Finetti, l'assegnazione di un valore numerico di probabilità relativo ad una scommessa è coerente se non espone lo scommettitore ad una perdita certa, indipendentemente dagli esiti degli eventi su cui egli scommette.

## Scommessa olandese (Dutch book)
Un agente che ha fissato i prezzi su una serie di scommesse in modo tale da ottenere un guadagno netto indipendentemente dal risultato, si dice che abbia realizzato una scommessa olandese; in questo caso l'avversario perderà sempre del denaro. Una agente che invece fissa i prezzi in modo da porre il suo avversario in un caso di scommessa olandese non si sta comportando razionalmente poiché si espone ad una perdita certa. De Finetti ha dimostrato che gli agenti razionali, per essere coerenti, devono avere probabilità soggettive che seguano le leggi e gli assiomi della probabilità.